# Joan Robinson
Joan Violet Robinson (født 31. oktober 1903 i Camberley i Surrey, død 5. august 1983 i Cambridge, England) var en britisk økonom, der er kendt for sine omfattende bidrag til økonomisk teori. Hun omtales som en af 1900-tallets betydeligste økonomiske tænkere og nævntes i 1970'erne som en oplagt kandidat til Nobelprisen i økonomi, som hun dog aldrig nåede at få. Mange økonomer betragter hende som den vigtigste økonom efter økonomiprisens indstiftelse i 1969, der aldrig opnåede at få prisen. I en portrætartikel i 1976 udråbte New York Times hende til "britisk økonomis dronningemoder" og den formodentlig største kvindelige økonom nogensinde.
Robinsons vigtigste forskningsbidrag har været indenfor keynesiansk makroøkonomisk konjunkturteori, hvor hun optrådte som en original fortolker af Keynes-inspirerede synspunkter, indenfor pris- og konkurrenceteori og indenfor kapital- og vækstteori. Hun var ophavskvinde til begrebet monopson og grundlagde sammen med Edward Chamberlin studiet af den vigtige markedsstruktur monopolistisk konkurrence, som navnet antyder en mellemform mellem ren monopolvirksomhed og en idealiseret fuldkommen konkurrence-situation. I sit hovedværk The Accumulation of Capital udviklede hun en keynesiansk tankegang for, hvad der betinger udviklingen i kapitalapparatet og den økonomiske vækst på helt lang sigt, som dog aldrig blev toneangivende. Hun var sammen med Piero Sraffa hovedpersonerne på den britiske side i den såkaldte kapitalkontrovers, en berømt intellektuel økonomisk debat i 1960'erne mellem "de to Cambridger", dvs. på den ene side økonomer fra University of Cambridge i England og på den anden prominente forskere som Robert Solow og Paul Samuelson fra Massachusetts Institute of Technology (MIT), der ligger i bydelen Cambridge i Boston i USA.

## Baggrund og uddannelse
Joans far var officeren og militærhistorikeren Frederick Maurice, og hendes mor Margaret Helen Marsh var datter af London-kirurgen og Cambridge-forskeren Howard Marsh. Frederick Maurice giftede sig med Margaret, lige inden han tog afsted for at kæmpe i den anden boerkrig. Joan Maurice blev født i 1903, et år efter hendes fars hjemkomst fra Afrika.
Robinson studerede økonomi ved Girton College, Cambridge, og året efter sin eksamen i 1925 giftede hun sig med økonomkollegaen Austin Robinson. De fik to døtre.

## Akademisk karriere
Fra 1931 var hun ansat ved University of Cambridge, fra 1937 som lektor i økonomi. I 1965 overtog hun stillingen som fuld professor ved Girton College. I 1971 gik hun på pension, men blev i 1979, kun fire år før hun døde, den første kvindelige honorary Fellow ved King's College.

### Vigtigste forskningsbidrag
Robinson lærte John Maynard Keynes at kende omkring 1930 og blev en del af inderkredsen, der bistod med at udvikle hans ideer. Hun var en af kun fire personer, som Keynes takkede i forordet til sit hovedværk The General Theory of Employment, Interest, and Money fra 1936. Som medlem af Cambridgeskolen indenfor økonomi bidrog Robinson til støtten og udlægningen af Keynes' generelle teori, både, mens Keynes selv levede, og efter hans død. Hun skrev blandt andet om det keynesianske syn på beskæftigelsesudviklingen under depressionen i 1930'erne.
I sit første større værk, bogen The Economics of Imperfect Competition fra 1933, opfandt Robinson blandt andet udtrykket monopson. Monopsonbegrebet anvendes almindeligvis om købere af arbejdskraft, hvor arbejdsgiveren har mulighed for at fastsætte lønnen, hvilket gør det muligt og optimalt for ham at betale arbejderne mindre end deres marginale produktivitet (marginalprodukt). Robinson brugte monopsontankegangen til at forklare lønforskelle mellem kvindelige og mandlige arbejdere med lige stor produktivitet. I værket beskrev Robinson også ideerne bag den særlige markedsstruktur monopolistisk konkurrence og regnes derfor som skaberen af teorien herom sammen med amerikaneren Edward Chamberlin, der stort set samtidig udgav sin Theory of Monopolistic Competition (1933).
I 1942 skrev Robinson An Essay on Marxian Economics, der fokuserede på Karl Marx' arbejde som økonom. Skriftet bidrog til at genoplive debatten om denne del af Marx' virke.
I 1956 udgav Robinson sit hovedværk The Accumulation of Capital, som udvidede keynesianismens tankegang til det lange sigt.
I 1962 udgav hun Essays in the Theory of Economic Growth, en anden bog om vækstteori, som blandt andet diskuterede den gunstige langsigtstilstand, som Robinson kaldte en "guldalderligevægt". Efterfølgende udviklede hun Cambridge-vækstteorien sammen med Nicholas Kaldor.
I løbet af 1960'erne var hun en af de fremmeste deltagere på den britiske side i Cambridge-kapitalkontroversen sammen med Piero Sraffa. Kontroversen omhandlede, hvorvidt det var meningsfuldt at aggregere forskellige individuelle virksomheders anvendelse af maskiner og bygninger, dvs. deres kapitalapparat, sammen til ét fælles makroøkonomisk "kapitalapparat", som det blev gjort i en række såkaldte neoklassiske makroøkonomiske vækstmodeller. Debatten havde vigtige implikationer for mange økonomiske områder, således også teorier om, hvad der bestemmer indkomstfordelingen.
Nær slutningen af sit liv koncentrerede Robinson sig om metodologiske problemer indenfor økonomi og forsøgte at tilbageerobre fokus på det oprindelige budskab fra Keynes' generelle teori. Mellem 1962 og 1980 skrev hun en række økonomiske bøger for den brede offentlighed. Hun blev efterhånden mere og mere pessimistisk over for mulighederne for at reformere økonomisk teori, som det for eksempel kommer til udtryk i hendes essay "Spring Cleaning" ("Forårsrengøring").

## Andet
Under 2. verdenskrig arbejdede Robinson i forskellige udvalg for krigstidens nationale regering. I løbet af denne tid besøgte hun Sovjetunionen såvel som Kina og fik interesse for den økonomiske udvikling i udviklingslande.
I 1945 blev Robinson udnævnt til det britiske arbejdsministeriums Rådgivende Udvalg for Bygningsforskning, som den eneste økonom og det eneste kvindelige medlem af dette udvalg. I 1948 blev hun som den første økonom udnævnt til medlem af den britiske Monopolies and Mergers Commission.
Robinson var excentrisk på flere måder. Hun var en streng vegetar og havde en asketisk livsførelse. Hun sov i en lille uopvarmet hytte nederst i sin have året rundt.
Robinson blev i stigende grad venstreorienteret med alderen. Hun opfattede sig som socialist og "filosofisk marxist", rejste flere gange til Kina og i 1964 også til Nordkorea og udtrykte fascination af både Mao og Kim Il-sung og de økonomiske strukturer, de opbyggede. Hendes bog Kulturrevolutionen i Kina er skrevet ud fra et perspektiv om at forsøge at forstå den tankegang, der lå bag kulturrevolutionen, især Maos forskellige bekymringer.
Mindst to af Robinsons studerende har siden vundet Nobelprisen i økonomi, nemlig Amartya Sen og Joseph Stiglitz. I sine selvbiografiske noter til Nobelstiftelsen beskrev Stiglitz deres forhold som "tumultarisk" og Robinson som uvant til "den slags spørgende holdning fra en pågående amerikansk studerende"; efter et semester skiftede Stiglitz til Frank Hahn. I sine egne selvbiografiske noter beskrev Amartya Sen Robinson som "totalt fremragende, men voldsomt intolerant."

## Udmærkelser
I 1949 blev Robinson inviteret af Ragnar Frisch til at blive vicepræsident for den internationale organisation for økonomer Econometric Society, men afslog ved at sige, at hun ikke kunne være en del af redaktionsudvalget for et tidsskrift, som hun ikke kunne læse.
Robinson blev medlem af British Academy i 1958, udenlandsk æresmedlem af American Academy of Arts and Sciences i 1964 og i 1984 valgt ind i American Philosophical Society.

## Robinson og Nobelprisen
Robinson nævnes ofte som den vigtigste økonom, der aldrig nåede at få Nobelprisen i økonomi. Økonomen Luigi Pasinetti berettede i 2007, at "In shop talk among economists Joan Robinson has been the greatest Nobel Prize economist that never was" ("I uformel snak blandt økonomer har Joan Robinson været den største Nobelpris-økonom, som aldrig blev det"). Især i 1975 var hun favorit til at vinde prisen, som imidlertid i stedet gik til Leonid Kantorovich og Tjalling Koopmans. En række økonomer har siden spekuleret i, at den svenske Nobelpriskomité skulle have afvist at give Robinson prisen på grund af hendes kontroversielle politiske synspunkter. Ifølge den amerikanske økonomiprofessor Barkley Rosser skulle svenskeren Assar Lindbeck, der på det tidspunkt var Nobelpriskomiteens ledende skikkelse, have erklæret, at en Nobelpris til Joan Robinson ville blive over hans lig. Angiveligt fordi han frygtede, at hun enten ville afslå prisen eller benytte begivenheden til at angribe mainstream-økonomien.

## Større værker
- The Economics of Imperfect Competition (1933)
- Essays in the Theory of Employment (1937)
- An Essay on Marxian Economics (1942), Second Edition (1966) (The Macmillan Press Ltd, ISBN 0-333-05800-3)
- The Production Function and the Theory of Capital (1953)
- Accumulation of Capital (1956)
- Exercises in Economic Analysis (1960)
- Essays in the Theory of Economic Growth (1962)
- Economic Philosophy: An Essay on the Progress of Economic Thought (1962)
- Freedom and Necessity: An Introduction to the Study of Society (1970)
- Economic Heresies: Some Old Fashioned Questions in Economic Theory (1971) (Basic Books, New York, ISBN 0-465-01786-X)
- Contributions to Modern Economics (1978) (Basil Blackwell, Oxford, ISBN 0-631-19220-4)
- Further Contributions to Modern Economics (1980) (Basil Blackwell, Oxford, ISBN 0-631-12624-4)

### Tekster for lægfolk
- Economics is a serious subject: The apologia of an economist to the mathematician, the scientist and the plain man (1932), W. Heffer & Sons
- Introduction to the Theory of Employment (1937)
- The Cultural Revolution in China, Harmondsworth: Pelican Original (1969)
- An Introduction to Modern Economics (1973) med John Eatwell
- The Arms Race (1981), Tanner Lectures on Human Values